# Strike the Gold
Strike the Gold, född 21 mars 1998, död 13 december 2011, var ett engelskt fullblod som tävlade mellan 1991 och 1993. Han tränades av Nick Zito och reds av Chris Antley eller Craig Perret. Han är mest känd för att ha segrat i Kentucky Derby (1991).

## Bakgrund
Strike the Gold föddes på Calumet Farm. Han sades ha knappt överlevt födseln och föddes som ett "dummy foal", vilket är ett tillstånd som skapar syrebrist till hjärnan. Han hade syre de tre första dagarna i sitt liv. Han blev föräldralös vid fyra månader när hans mor, Majestic Gold, dog av kolik. Han sades vara den snabbaste på gården som ettåring. Strike the Gold är efter Hall of Fame-invalde Alydar, och köptes 1990 för 500 000 dollar från uppfödaren Calumet Farm av B. Giles Brophy, William J. Condren och Joseph M. Cornacchia, under ägarpseudonymen BCC Stable.

## Karriär
Strike the Gold tävlade mellan 1991 och 1993, och sprang totalt in 3 457 026 dollar på 31 starter, varav 6 segrar, 8 andraplatser och 5 tredjeplatser. Han tog karriärens största seger i Kentucky Derby (1999).
Som treåring slutade Strike the Gold tvåa i Florida Derby tvåa bakom Fly So Free, som hade utsetts till årets tvååring, och före Hansel. Två veckor senare, i mitten av april, segrade Strike the Gold i Blue Grass Stakes. I det första löpet i Triple Crown, Kentucky Derby, var dock Hansel spelfavorit med Fly So Free som andrafavorit. Fly So Free slutade femma och Hansel var tia efter segrande Strike the Gold.
Strike the Gold slutade sexa i Preakness Stakes, som vanns av Hansel. I Belmont Stakes var Strike the Gold vid ett tillfälle tjugo längder bakom ledaren. Han kämpade mot Hansel, men förlorade med ett huvud, för att bli tvåa. Senare samma år slutade Strike the Gold trea i både Jim Dandy Stakes och Jockey Club Gold Cup.
I maj 1992 såldes Strike the Gold på auktion för 2,9 miljoner dollar till William J. Condren och Joseph M. Cornacchia, två av de tre ursprungliga ägarna. Fem dagar efter auktionen segrade han i Pimlico Special över bland annat Fly So Free. Några veckor senare segrade han i Nassau County Handicap över Pleasant Tap.

### Avelskarriär
I mitten av 1993 pensionerades han från tävling, för att istället vara verksam som avelshingst på Ben P. Walden Jr.'s Vinery nära Midway, Kentucky. Hans avkommor blev dock inte framgångsrika som tävlingshästar. 1997 såldes han till Turkiet, och stallades upp som avelshingst på Turkish National Stud, och blev far till bland annat Sabirli, som satte rekord i turkiska sprint- och milelöp och tjänade mer än 6 miljoner dollar.
Strike the Gold avled den 13 december 2011.

## Stamtavla
| Efter Alydar (USA) 1975        | Raise A Native (USA) 1961  | Native Dancer  | Polynesian                |
| Efter Alydar (USA) 1975        | Raise A Native (USA) 1961  | Native Dancer  | Geisha                    |
| Efter Alydar (USA) 1975        | Raise A Native (USA) 1961  | Raise You      | Case Ace                  |
| Efter Alydar (USA) 1975        | Raise A Native (USA) 1961  | Raise You      | Lady Glory                |
| Efter Alydar (USA) 1975        | Sweet Tooth (USA) 1965     | On-and-On      | Nasrullah                 |
| Efter Alydar (USA) 1975        | Sweet Tooth (USA) 1965     | On-and-On      | Two Lea                   |
| Efter Alydar (USA) 1975        | Sweet Tooth (USA) 1965     | Plum Cake      | Ponder                    |
| Efter Alydar (USA) 1975        | Sweet Tooth (USA) 1965     | Plum Cake      | Real Delight              |
| Undan Majestic Gold (USA) 1979 | Hatchet Man (USA) 1971     | The Axe        | Mahmoud                   |
| Undan Majestic Gold (USA) 1979 | Hatchet Man (USA) 1971     | The Axe        | Blackball                 |
| Undan Majestic Gold (USA) 1979 | Hatchet Man (USA) 1971     | Bebopper       | Tom Fool                  |
| Undan Majestic Gold (USA) 1979 | Hatchet Man (USA) 1971     | Bebopper       | Bebop                     |
| Undan Majestic Gold (USA) 1979 | Majestic Secret (USA) 1969 | Pappa Fourway  | Pappageno                 |
| Undan Majestic Gold (USA) 1979 | Majestic Secret (USA) 1969 | Pappa Fourway  | Oola Hills                |
| Undan Majestic Gold (USA) 1979 | Majestic Secret (USA) 1969 | Secret Session | Your Host                 |
| Undan Majestic Gold (USA) 1979 | Majestic Secret (USA) 1969 | Secret Session | Bravely Go (Family: 16-c) |